# Lichenosticta alcicornaria
Lichenosticta alcicornaria är en lavart som först beskrevs av Linds., och fick sitt nu gällande namn av David Leslie Hawksworth 1980. Lichenosticta alcicornaria ingår i släktet Lichenosticta, divisionen sporsäcksvampar och riket svampar.  Arten är reproducerande i Sverige. Inga underarter finns listade i Catalogue of Life.